# Cantó de Pont-de-Roide
El cantó de Pont-de-Roide és un cantó francès del departament del Doubs, situat al districte de Montbéliard. Té 21 municipis i el cap és Pont-de-Roide.

## Municipis
- Berche
- Bourguignon
- Colombier-Fontaine
- Dambelin
- Dampierre-sur-le-Doubs
- Écot
- Étouvans
- Feule
- Goux-lès-Dambelin
- Mathay
- Neuchâtel-Urtière
- Noirefontaine
- Péseux
- Pont-de-Roide
- Rémondans-Vaivre
- Rosières-sur-Barbèche
- Solemont
- Valonne
- Vernois-lès-Belvoir
- Villars-sous-Dampjoux
- Villars-sous-Écot

## Història
| Data d'elecció                           | Identitat            | Partit           | Qualitat |
| ---------------------------------------- | -------------------- | ---------------- | -------- |
| 1945-1949                                | M. Levy              | SFIO             |          |
| 1949-1967                                | Jean Dayet           | Divers droite    |          |
| 1967-1979                                | Jean-Jacques Monnin  | Sense etiqueta   |          |
| 1979-1992                                | Michel Tarreinbergue | PS               |          |
| 1992-2011                                | Louis Cuenin         | RPR, després UMP |          |
| 2011-                                    | Frédéric Barbier     | PS               |          |
| les dades anteriors no són pas conegudes |                      |                  |          |
|                                          |                      |                  |          |